# Siège de Privas
 (septembre 2016).
Si vous disposez d'ouvrages ou d'articles de référence ou si vous connaissez des sites web de qualité traitant du thème abordé ici, merci de compléter l'article en donnant les références utiles à sa vérifiabilité et en les liant à la section « Notes et références ».
rébellions huguenotes
Le siège de Privas est une opération militaire organisée en 1629 par le roi de France, Louis XIII, et le cardinal de Richelieu dans le but de mettre fin aux rébellions huguenotes dans le Sud de la France, après la victoire contre les protestants lors du siège de La Rochelle.

## Contexte politique
Au XVIe siècle, la Réforme (mouvement religieux protestant) s'implanta profondément et rapidement à Privas. Au début, le mouvement fut populaire et un grand nombre de personnes de la noblesse et de la haute-bourgeoisie vivaroise adhérèrent vite à ces idées. Privas joua un rôle de premier plan pendant les guerres de Religion, devint un centre protestant et nommé « petit état huguenot ». Privas était importante et un symbole de la résistance à la monarchie. Cela lui valut le titre de « Rempart de la Réforme ».
Une répression très dure fut organisée. Beaucoup d'habitants furent exterminés, certains fuirent à Genève. Cependant, malgré la répression, le mouvement s'étendit et pendant près de 70 ans, le culte catholique ne fut plus célébré à Privas, l'église fut même détruite en 1570. Un pasteur venu de Suisse organisa l'Église réformée de Privas. On parla alors de la ville comme de la Genève du pays. La garnison du roi fut refusée par la ville. Il n'y eut pas de massacre de la Saint-Barthélemy à Privas. Bien au contraire, dès que la nouvelle des massacres parvint à Privas, ses habitants prirent les armes.
La baronnie de Privas appartenait à Jacques de Chambaud, chef protestant qui devint ainsi le premier seigneur huguenot de Privas. Paule de Chambaud, descendante d'une lignée de huguenots, était courtisée (à la suite du décès de son époux René de la Tour-du-Pin en 1616) par le seigneur de Lestrange, catholique, seigneur de Boulogne, et par le sire de Brison, chef des huguenots. Il en découla une nouvelle guerre, qui nécessita l'intervention du maréchal de Montmorency,.

## Ordre de bataille des troupes royales
Ordre de bataille des troupes royales :
- Régiment de Picardie
- Régiment des Gardes Françaises
- Régiment de Rambures
- Régiment de Langère
- Régiment de Larroque
- Régiment d'Hannibal
- Régiment de Perualt
- Régiment de Piémont
- Régiment de Languedoc
- Régiment de Champagne
- Régiment de Normandie
- Régiment de Falsebourg
- Régiment de Leffrange
- Régiment de Vaubecourt
- Régiment de Montredon
- Régiment de Gondin

## Le siège de la cité

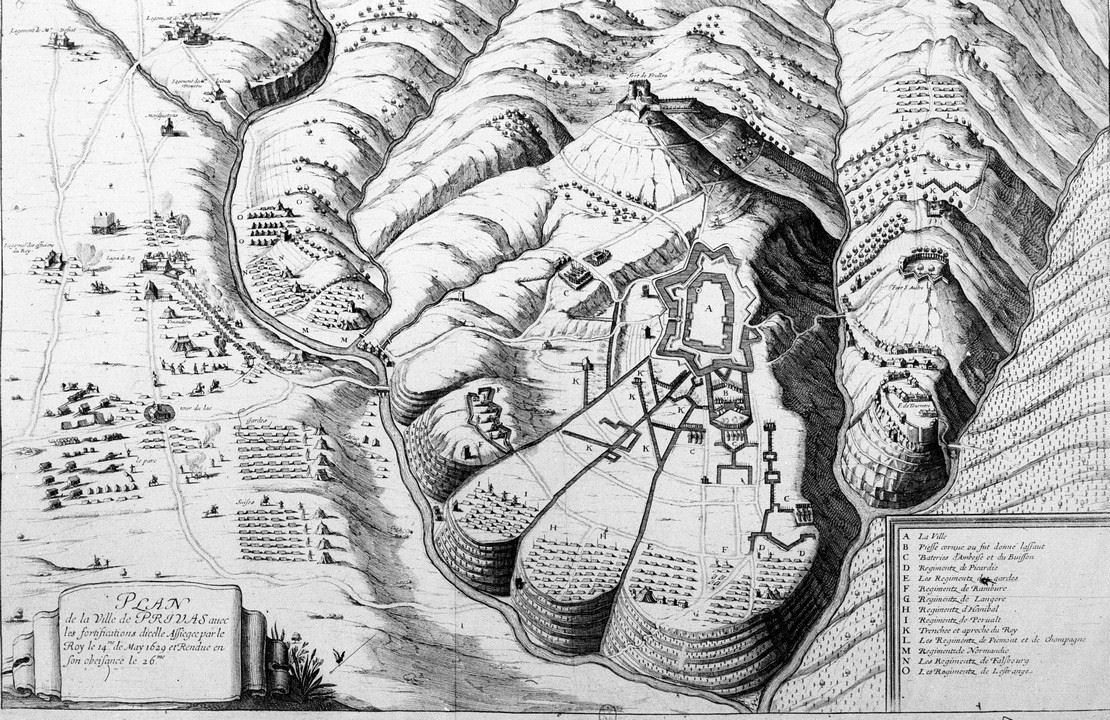
Le siège de Privas par Abraham Bosse.

Le 14 mai 1629, Privas fut sommée de se rendre, Richelieu et Louis XIII estiment le moment venu de détruire Privas pour arrêter la résistance du Midi qui persiste malgré la chute de La Rochelle. Ayant établi leur quartier général respectivement à l'est et au sud de Privas dans ce que l'on appelle aujourd'hui la plaine du Lac, ils assiégèrent la ville avec 20 000 soldats royaux dépêchés pour venir en aide au vicomte de Lestrange.
Le duc de Rohan nomme le marquis Saint-André de Montbrun, chef de l’armée de Privas, forte de 800 hommes auxquels s'ajouteront des renforts venus de tout le Languedoc, dans le but que la cité de Privas tienne le plus longtemps possible contre les forces du roi afin de gagner le temps nécessaire pour mieux organiser la rébellion protestante dans le Midi. Le Roi commande alors à ses troupes d’arriver sur place, après avoir offert 100 000 écus à Saint-André de Montbrun pour se rendre. Quand il refuse, le roi est si furieux qu’il voue « qu’il en ferait un tel châtiment qu’il en serait à jamais mémoire ». Privas se prépare à un siège qui va durer 15 jours, du 14 au 28 mai, ses 3 000 hommes environ contre les 20 000 soldats du Roi.
À l'issue de 16 jours de siège, au cours duquel les Privadois résistèrent avec courage à l'armée royale, ceux-ci furent contraints de se rendre le 28 mai 1629. La majorité des femmes et des enfants avaient fui dans les montagnes des Boutières. Privas est prise, incendiée, ses combattants tués, plus de deux cents d'entre eux furent pendus ou envoyés aux galères.

« Dans la dicte ville de Privas, en moins d'une heure et demie que dura ledict assault, on tua plus de quinze cents hommes sans les femmes et les enfans, et le reste des habitans et soldats qui s'étaient cachés pour éviter la furie des assaillans étant pris, furent pendus jusqu'au nombre de plus de deux cents : peu de femmes et enfans, et de vieilles gens malades et impotens, étaient restés, ayant été mis dehors lorsqu'on se battoit aux advenués, et se sont sauvez aux Cévennes, pays montagneux et de difficile accès. »

— M. le vice-légat d'Avignon, gentilhomme de la suite du roi, Document relatifs au siège de Privas, publication à Aix en Provence par Jean-Etienne, imprimeur du roi, du clergé et de la noblesse, successeur de Tholoson en 1620

## Bilan et conséquences
- La cité de Privas mit beaucoup de temps à se relever, les habitants ne purent revenir s'y installer sans autorisation royale.
- L'édit d'Alais du 27 juin 1629, enleva aux protestants tout pouvoir politique et militaire.